# 社崘
社崘（？—410年7月8日），又被寫作社崙、社侖，郁久闾氏。柔然汗国的開國者，柔然部落第一位稱可汗者，在位時間為402年至410年，稱號为丘豆伐可汗。父亲為缊纥提。

## 生平

### 受俘
原本柔然部落一直臣服于北魏前身的代国，但在代國建國三十九年（376年），拓跋什翼犍去世後，社崘的父親縕紇提就率領部眾轉而臣屬於當時與代國為敵的鐵弗部。
而後在北魏登国六年十月（391年11月－12月），北魏派軍攻擊縕紇提部。縕紇提部遷移部眾逃走，但在戈壁沙漠中的南牀山下被追上並受到重創，部眾有一大半遭到北魏俘虜。當時社崘也和兄弟诘归之、斛律、曷多汗等宗黨數百人一同被俘，被發配到北魏的各部落去。不久后缊纥提又重新归降北魏，北魏道武帝拓跋珪把他们父子和被俘虜的部眾都迁到雲中郡，讓他們用和以往臣服時一樣的方式繼續生活。

### 崛起
北魏登国九年（394年），社崘和曷多汗率領部眾拋下父親向西逃走。曷多汗被北魏將領长孙肥所杀，部眾也被殺滅殆盡。社崘和其他数百人前往投奔先前也投降北魏的伯父匹候跋。匹候跋讓社崘居住在自己汗庭五百里外的南方邊境，還派四個儿子监视他。而後不久，社崘率部屬將那四個兒子抓住並攻擊匹候跋。匹候跋戰敗被俘，而他的兒子們則帶領餘眾前往投靠高車的斛律部。一個多月後，社崘把匹候跋歸還給他的兒子們，希望將他們一網打盡。社崘在這之後又發動奇襲突擊匹侯跋，將他殺死。他的兒子啟拔、吳頡等十五人也逃亡到北魏。
殺死匹候拔後，社崘擔心受到北魏的攻擊，遂掠奪五原郡以西的各部落，接著渡過戈壁沙漠向北撤退。
在後來的時間裡，社崘與后秦進行了和亲（詳細時間不明）。
北魏天興五年正月戊子（402年3月8日），因為後秦的從屬部落黜弗、素古延等部遭到北魏攻擊。而柔然此時正與後秦交好，因此在北魏天興五年正月辛卯（402年3月11日），社崘派遣騎兵前去救援。但這支軍隊被北魏将领和突擊敗。

### 建國稱可汗
同年（402年），社崘率部眾渡過戈壁沙漠，攻擊並夺取高车諸部的領土。此時社崘受到斛律部首領斛律倍侯利攻擊，部落遭受劫掠。但斛律軍在取得初捷後便沒了戒備。社崘就登上高處觀看情勢，召集先前逃亡離散的數千人。在早上奇襲斛律軍，擊殺、俘擄他們十分之七、八的人。斛律倍侯利被社崘擊敗後逃奔北魏。西北方實力強大的拔也稽部的首領拔也稽也率軍攻擊社崘。社崘在頞根河（今鄂尔浑河）反擊，取得大勝，遂逐漸吞併了拔也稽部。
在此一年間社崘四处征战，兼併各部落，兵馬眾多強盛，實力日益增大，成為草原北方的大國。控制區域西至焉耆、伊犁河和塔里木盆地，东接朝鲜（契丹人和高句麗的邊界），南及戈壁沙漠，北到貝加爾湖和阿姆河上游，周圍的小国都附属於柔然。
於是社崘與支持者向北到弱洛水（或作独洛河，即今土拉河）河岸旁，訂定軍法：以千人为军，设置将一员，一百人为幢，设置帅一员。临敌先登者赏，退却懦弱者，用石头击杀或者以捶挞之刑。刻木记事，以羊屎计兵数。他宣告柔然汗國的建立，自称丘豆伐可汗。建庭于敦煌、张掖之北。
北魏天興五年十二月（403年1月－2月），社崘藉著拓跋珪率軍親征後秦的機會領軍進入北魏塞內，經過參合陂，往南到豺山及善無北澤。北魏的拓跋遵以一萬騎兵追擊社崘，但沒有趕上。

### 內亂與離世
北魏天赐元年四月（404年1月－2月），柔然汗國内乱，社崘的从弟悦代和大那等人想谋杀社崘而立大那為可汗，但他們的陰謀被发現，悦代和大那等人逃奔北魏。
北魏永兴二年五月壬申（410年7月8日），北魏明元帝拓跋嗣親征柔然。社崘提前得知消息，率部眾往北逃走。但卻在逃跑途中去世。死後由于儿子度拔尚年幼，沒辦法統御部眾。所以部落改立社崘的弟弟斛律为可汗。

## 稱號含義
- 《魏書》記載：「『丘豆伐』就是魏人說的統御和開展的意思。」[32]
- Nikolay Kradin 認為丘豆伐可汗是「統御和帶來擴張的可汗」之意。[24]
- 白鳥庫吉認為丘豆伐中的「丘豆」是蒙古語中 Kütele 的音譯，意思為管理、處置、指揮。而「伐」則是蒙古語中 Badara 和滿州語 Bada 的音譯，意思是廣大、開張、張大之意。[33]
- 实际上「丘豆 伐」为柔然語中「领导、驾驭」之意，转写为「zholoo barih」，蒙古语的“驾驶”（жолоо барих）仍然使用该词。[34]

## 評價
- 《魏書》記載：「社崘兇惡狡詐，能夠隨機應變。」[35]
- Nikolay Kradin：「社崘顯然是位天賦異稟的政治家。」[36]

## 引用
1. ↑  《魏書》卷一零三·列傳第九十一〈蠕蠕傳〉：「……蠕蠕社崙等……」
2. ↑  《資治通鑑》卷一百一十二〈晉紀三十四〉：「柔然可汗社侖……」
3. ↑  《魏書》卷一零三·列傳第九十一〈蠕蠕傳〉：「……於是自號丘豆伐可汗。」
4. ↑  《魏書》卷一·帝紀第一〈序紀〉：「三十九年……十二月，至雲中，旬有二日，帝崩，時年五十七。」
5. ↑  《魏書》卷一零三·列傳第九十一〈蠕蠕傳〉：「及昭成崩，縕紇提附衞辰而貳於我。」
6. ↑  《魏書》卷二·帝紀第二〈太祖紀〉：「冬十月戊戌，北征蠕蠕……」
7. ↑  《魏書》卷一零三·列傳第九十一〈蠕蠕傳〉：「登國中討之，蠕蠕移部遁走，追之，及於大磧南牀山下，大破之，虜其半部。」
8. ↑  《魏書》卷一零三·列傳第九十一〈蠕蠕傳〉：「獲縕紇提子曷多汗及曷多汗兄詰歸之、社崘、斛律等并宗黨數百人，分配諸部。」
9. ↑  《資治通鑑》卷一零七〈晉紀二十九〉：「縕紇提亦降，珪悉徙其部眾於雲中。」
10. ↑  《魏書》卷一零三·列傳第九十一〈蠕蠕傳〉：「縕紇提復降，太祖撫慰如舊。」
11. ↑  《魏書》卷一零三·列傳第九十一〈蠕蠕傳〉：「九年，曷多汗與社崘率部眾棄其父西走，長孫肥輕騎追之，至上郡跋那山，斬曷多汗，盡殪其眾。社崘與數百人奔匹候跋，匹候跋處之南鄙，去其庭五百里，令其子四人監之。」
12. ↑  《魏書》卷一零三·列傳第九十一〈蠕蠕傳〉：「既而社崘率其私屬執匹候跋四子而叛，襲匹候跋。諸子收餘眾，亡依高車斛律部。社崘兇狡有權變，月餘，乃釋匹候跋，歸其諸子，欲聚而殲之。密舉兵襲匹候跋，殺匹候跋。子啟拔、吳頡等十五人歸于太祖。」
13. ↑  《魏書》卷一零三·列傳第九十一〈蠕蠕傳〉：「社崘既殺匹候跋，懼王師討之，乃掠五原以西諸部，北度大漠。」
14. ↑  《魏書》卷一零三·列傳第九十一〈蠕蠕傳〉：「社崘與姚興和親。」
15. ↑  《資治通鑑》卷一百一十二〈晉紀三十四〉：「沒弈干、黜弗、素古延，皆秦之屬國也，而魏攻之……柔然社侖方睦於秦，遣將救黜弗、素古延；辛卯，和突逆擊，大破之。」
16. ↑  《魏書》卷一零三·列傳第九十一〈蠕蠕傳〉：「太祖遣材官將軍和突襲黜弗、素古延諸部，社崘遣騎救素古延，突逆擊破之。」
17. ↑  《魏書》卷一零三·列傳第九十一〈蠕蠕傳〉：「社崘遠遁漠北，侵高車，深入其地……」
18. ↑  《魏書》卷一零三·列傳第九十一〈蠕蠕傳〉：「乃舉眾掩擊，入其國落。高車昧利，不顧後患，分其廬室，妻其婦女，安息寢臥不起。社崘登高望見，乃招集亡散得千人，晨掩殺之，走而脫者十二三。」
19. ↑  《資治通鑑》卷一百一十二〈晉紀三十四〉：「社侖於是西北擊匈奴遺種日拔也雞……」
20. ↑  《魏書》卷一零三·列傳第九十一〈蠕蠕傳〉：「其西北有匈奴餘種，國尤富強，部帥曰拔也稽，舉兵擊社崘，社崘逆戰於頞根河，大破之，後盡為社崘所并。」
21. ↑  《魏書》卷一零三·列傳第九十一〈蠕蠕傳〉：「遂并諸部，凶勢益振。」
22. ↑  《魏書》卷一零三·列傳第九十一〈蠕蠕傳〉：「其西則焉耆之地，東則朝鮮之地，北則渡沙漠，窮瀚海，南則臨大磧。」
23. ↑  《資治通鑑》卷一百一十二〈晉紀三十四〉：「其地西至焉耆，東接朝鮮，南臨大漠，旁側小國皆羈屬焉。」
24. 1 2 3  Kardin 2005, p. 154.
25. ↑  《魏書》卷一零三·列傳第九十一〈蠕蠕傳〉：「北徙弱洛水，始立軍法……於是自號丘豆伐可汗。」
26. ↑  《魏書》卷二·帝紀第二〈太祖紀〉：「天興五年……十有二月辛亥，至自西征。」
27. ↑  《魏書》卷一零三·列傳第九十一〈蠕蠕傳〉：「天興五年，社崘聞太祖征姚興，遂犯塞，入參合陂，南至豺山及善無北澤。時遣常山王遵以萬騎追之，不及。」
28. ↑  《魏書》卷二·帝紀第二〈太祖紀〉：「天賜元年……夏四月……蠕蠕社崙從弟悅伐大那等謀殺社崙而立大那。發覺，來奔。」
29. ↑  《魏書》卷三·帝紀第三〈太宗紀〉：「二年……夏五月……壬申，帝北伐。」
30. ↑  《資治通鑑》卷一百一十五〈晉紀三十七〉：「柔然可汗社侖聞之，遁走，道死。」
31. ↑  《魏書》卷一零三·列傳第九十一〈蠕蠕傳〉：「其子度拔年少，未能御眾，部落立社崘弟斛律。」
32. ↑  《魏書》卷一零三·列傳第九十一〈蠕蠕傳〉：「『丘豆伐』猶魏言駕馭開張也……」
33. ↑  白鳥庫吉著，方狀猷譯，1934，下冊頁71、72。
34. ↑  Kang, Junyoung; Seong Gyu, L. E. E. . The Oriental Studies. 2019, (77): 131–159  [2023-01-17]. ISSN 1229-3199. doi:10.17320/orient.2019..77.131. （原始内容存档于2022-10-20） （韩语）.
35. ↑  《魏書》卷一零三·列傳第九十一〈蠕蠕傳〉：「社崘兇狡有權變。」
36. ↑  Kardin 2005, p. 153.